# 77 (Lost)
A 77 egy epizód a Lost c. televíziós sorozatban. A harmadik évad 11. része, Amerikában 2007. március 7-én, Magyarországon 2007. december 21-én mutatták be.

## Az előző részek tartalma
|  | Alább a cselekmény részletei következnek! |

Bea Klugh közölte Hugóval a dokknál, hogy menjen vissza a túlélőkhöz és soha ne jöjjön vissza egyikük se. John, Desmond és még néhányan visszamennek a gyöngyállomáshoz szétnézni. Sayid rendbe hozza a videórendszert és az egyik monitoron egy félszemű fickóra figyelnek fel.

## A rész cselekménye
Sawyer észreveszi Paulót, hogy nála vannak a magazinok és azt kéri a férfitól, hogy magyarázza meg mit művel velük. Kate, John, Sayid és Rousseau haladnak a dzsungelban, hogy kimenekítsék a dokit. Sayid azt javasolja, hogy pihenjenek meg egy picit és egyenek. Amikor elmegy gyümölcsöt szedni, akkor hangokat hall a környékről. Nem hisz a szemének amikor belefut egy tehénbe. Nem sokkal később a látómezőbe kerül egy kis viskó egy parabolaantennával a tetején. Sayid gyorsan értesíti a többieket, hogy mit talált. Ami a legfontosabb, hogy ismét látta a félszemű embert, de most élőben.
Sawyer miután látja, hogy a túlélők felállítottak egy pingpong-asztalt, úgy dönt, hogy kihív valakit egy játékra. Eldönti hogyha veszít, akkor egy héten keresztül nem használ színes beceneveket. Viszont ha nyer akkor az összes holmiját visszaszolgáltatják a túlélők.
A dzsungelben Locke, Sayid, Kate és Rousseau megközelítik a tanyát. Sayid megközelíti a házat fegyvertelenül. Danielle úgy dönt, hogy ebben ő nem érintett és a pataknál várja be Sayidékat.
Az első visszaemlékezésben Sayid egy Párizsban levő étteremben dolgozik szakácsként. A konyhafőnök kihívja Sayidot, mert az egyik vendég beszélni akar vele. Az idegen férfi megdicséri Sayid főztjét és felajánl neki egy munkát a saját éttermében kétszeres fizetéssel.
A szigeten a tanya egész jól fel van szerelve és sok az állat is. Lovak és tehenek. Sayid közeledik (észreveszi őt egy macska, akinek a nevét később felfedik, hogy Nadia „Sayid régi ismerőse”.), de ahogy közeledik, a félszemű ember megjelenik és meglövi Sayidet. A Sayid próbálja meggyőzni a férfit, hogy ő egy repülőgép-katasztrófa túlélője. Ahogy a félszemű ember kimerészkedik a tanyaházból, Kate és Locke előszalad a rejtekhelyéről és lefegyverzik a férfit. A félszemű ember felfedi a nevét hogy Mikhail Bakunin, és ő a DHARMA Kezdeményezés utolsó élő tagja.
Amíg Mikhail kezeli Sayid lőtt sebét, a férfi elmondja a túlélőknek, hogy miként jött a szigetre. Van tapasztalata lőtt seb ellátásában. Volt egy keveset Afganisztánban. Akkoriban felcser volt a szovjet seregben. Aztán kirúgták a seregből. Állítása szerint egy újsághirdetésben tette fel a kérdést a DHARMA Kezdeményezés, hogy meg akarod e menteni a világot? Mikhail jelentkezett és most már tizenegy éven keresztül tartózkodik a szigeten. A létesítmény neve a Láng – The Flame, ahol annyi volt a dolga, hogy a szigeten kívüli résszel kommunikáljon. Mikhail elmondja azt Sayidnek, hogy több évvel ezelőtt a DHARMA Kezdeményezés elindított egy tisztogatást az ellenségek ellen, de ő maga nem vett részt ebben. Végül, az ellenségek megengedték neki, hogy itt éljen, feltéve, hogy nem keresztezi az útjukat. Szintén kijelenti, hogy a parabolaantenna a tetőn nem működött éveken keresztül, és az ellenségek jóval a DHARMA Kezdeményezés előtt a szigeten voltak. Időközben Locke felfigyelt az épületben levő számítógépre, amin épp elindított egy sakk játékot.
A következő visszaemlékezésben Sayid ellátogat az étterembe, ahová meghívták, de nem azt kapja amit várt. Leütik és megkötözik, egy korábbi bűne, miatt, ahol az étterem tulajának feleségét kínozta meg Irakban.
Sayid rájön, hogy Mikhail, nem a DHARMA Kezdeményezés tagja és nincs egyedül. Eközben a parton folyik a pingpong játszma. Sawyer kénytelen megküzdeni Hurleyvel, aki nem ma kezdett játszani és úgy látszik Sawyer kifogta a legjobb játékost. Sayid felfigyelt több köteg vastag kábelre is, amikor körbesétált a ház körül és rákérdez a félszeműnél. A fickó azt állítja, hogy ez a központ, de elfutnak a föld alatt más bunkerekhez is. Valamelyikük belemegy az óceánba is. Van egy vízalatti adó, ami szonárjeleket bocsát ki, hogy megkönnyítse a vízi közlekedést. Sayid most már érti, hogy a Többiek, milyen módon jutottak hozzá a vitorlásukhoz. Sayid próbálja szurkálni a pasast, aki egyből kapcsol, hogy fény derült a kilétével kapcsolatban. A fickó azonnal Sayidra és Kate-re támad, ám sikerül a túlélőknek ártalmatlanná tenni.
A következő visszaemlékezésben Sayid kiláncolva tér magához az étterem alagsorában. Az étterem tulajdonosa próbálja jobb belátásra bírni Sayidot, hogy vallja be mi tett a feleségével Irakban, de Sayid azt állítja, hogy nem ismeri a nőt.
A tanyaházban John kijön a számítógép elől a zaj hallatán és megdöbbenve tapasztalja, hogy az idegen férfi hazudott. Sayid megtalálja a titkos padló alatti helyiséget, ahol véleménye szerint a fickó társa bújik.
A következő visszaemlékezésben Sayidot ismét bántalmazzák, de most a nő is jelen van. A férje egyre agresszívabb, de a nő közbelép.
Sawyer veszít, de Hurley megsajnálja őt és visszaküld a magazinjai közül néhányat. Ennél a pontnál Hurley megnyugtatja Sawyert, hogy Kate biztonságban lesz amíg Sayid-dal és Locke-kal van. Kate és Sayid beereszkednek a tolóajtóba, amíg Locke őrködik az öntudatlan Mikhail fölött. Az alagsort robbanóanyagokkal tömték tele. Sayid több DHARMA kézikönyveket talál. Fent Locke-ot megzavarja a sakkjáték sugalmazása. Elkezd játszani és végül sikerül megvernie a sakkjátékot, ami után a képernyő megváltozik és Dr. Marvin Candle videója jelenik meg. Mark Wickmund, közli, hogy különböző számokat kell bevinni a gépbe. A kódok nagy része használhatatlan, mint pl.: a kommunikáció a külvilággal, de az utolsóra John is felfigyel. Dr. Candle közli, hogyha az ellenség megtámadta a bunkert akkor a gépbe a 7-7 kódot kell beütni. Locke éppen készül beírni a kódot, amikor Mikhail megjelenik mögötte és a torka előtt tart egy kést. Az alagsorban Kate-et megtámadja Ms. Klugh, de Sayid a védelmére kell. Kate felismerte a nőt a Pala Ferry dokkról és jól elintézi a nőt. "Bosszú" Ms. Klugh-t felviszik a felszínre, de John már kinn van az udvaron, mint túsz. Patthelyzet alakult ki. Johnt, Mihail tartja fogva, míg Bea-t, Sayid.
Bea és Mihail oroszul vitatkozzanak, majd a félszemű lelövi Bea-t. Sayidnek sikerül a földre küldenie Mikhailt, még mielőtt végezne magával is. Később Locke megint nézi Dr. Candle videóját miközben rászánja magát, hogy bevigye a 77-et a gépbe.
A következő visszaemlékezésben Sayid ismét magához tér, de most a nő jött le hozzá. Van a kezében egy szürke macska és elkezd egy történetet mesélni az állatról. Sayid végül elismeri, hogy emlékszik rá, az arca kísértette őt, mióta elhagyta Irakot. Könnyek között kiborul érzelmileg és bocsánatot kér. A nő megbocsát Sayidnak, mert nem akar olyanná válni, mint ő.
A szigeten Sayid megmutat Mikhailnak egy olyan térképet, amin rögzítve van a kábel útja a Lángtól egészen egy Barakk csoportig. Sayid szerint talán itt vannak a Többiek. Mikhail nem mesél erről a helyről neki a térképen, de figyelmezteti, hogy mihelyst alkalma lesz rá, támadni fog. Danielle egyetért ezzel. Danielle jobban szeretné a fickót holtan látni. Sayid nem fogja megölni őt. Locke és Kate visszatér a házból, de nem találtak semmi használhatót.
John rájött a sakkjátékkal kapcsolatban, hogy Mikhail miért nem akarta azt tőle, hogy megverje a játékot. Még mielőtt felfedné, a tanyaház felrobban. Sayid kérdőre vonja Johnt, hogy miért robbantotta fel a házat, hiszen az a hely volt az egyetlen reményük a külvilággal való kommunikációra. John elmeséli, hogy a számítógép azt mondta, hogy ha az ellenség behatolt az állomásra, üsse be kétszer a hetest, szóval beütöttem. John, Sayid, Rousseau, Kate és a foglyuk Mihail tovább mennek a dzsungelben.
|  | Itt a vége a cselekmény részletezésének! |